# Татьяна Ямбришак
Татьяна Ямбришак (хорв. Tatjana Jambrišak; 25 січня 1965, Загреб — 31 березня 2021) — хорватська письменниця, поетеса, перекладачка, есеїстка та блогерка. П'ятикратна лауреатка премії СФЕРА.

## Біографія
Татьяна Ямбришак народилася 25 січня 1965 року в місті Загреб, де закінчила філософський факультет Загребського університету зі спеціальністю «Німецька та англійська мова й література» у 1990 році.
Публікується з 1989 року в журналах Futura та Alef, у розділі газети Jutarnji list, у фензинах Parsek та Ubiq, а також у збірках оповідань хорватських авторів видавництва SFera. Свої оповідання вона опублікувала в книгах «Дух нового світу» (хорв. «Duh novog svijeta»; 2003), «Сяйво» (хорв. «Sjaj»; 2009) та «28 мільйонів сонць» (хорв. «28 milijuna sunaca»; 2013). Активна як блогерка, вона розвинула прозово-поетичну форму в Інтернеті між ліричною прозою та есеїстикою, яку зібрала в кількох гібридних поетично-прозових книгах. Писала також ліричні подорожі.
Була активною членкинею SFera з 1987 року та співредакторкою щорічних збірок оповідань «SFera» (так званих «SFeraKonski niz») хорватських авторів у жанрах спекулятивної фантастики. Як власниця видавництва Mentor разом із Дарком Маканом відповідала за видання, серед іншого, журналу Ubiq, щорічних збірок хорватської наукової фантастики SFera, журналу Qcomic і численних книжок місцевих письменників. Окрім написання та редагування, вона також викладала мови та перекладала для різних видавництв. Переклала з англійської класичні комікси «Маус. Сповідь уцілілого» Арта Шпіґельмана, «Балада Гейло Джонса» Алана Мура, «Джиммі Корріґан: Найяскравіша дитина у світі» Кріса Вера та багато інших коміксів, виданих Fibra.
Також займалася комп'ютерною 3D-ілюстрацією, за що також була нагороджена СФЕРОЮ.
Її оповідання перекладено англійською та іспанською в Аргентині.

### Вибране
- «Дух нового світу» (хорв. «Duh novog svijeta») — збірка оповідань, Mentor, 2003;
- «Букви зі снів» (хорв. «Slova iz snova») — поезія, Mentor, 2007;
- «Ніколи не колишня» (хорв. «Nikad bivša») — проза, Mentor, 2007;
- «Блогомдана» (хорв. «Blogomdana») — блог, Mentor, 2007;
- «Сяйво» (хорв. «Sjaj») — роман, Mentor, 2009;
- «Плавання: Подорожі» (хорв. «Plutanja: putopisi») — блог, Mentor, 2011;
- «Шепіт» (хорв. «Šaputanja») — есеїстика, Mentor, 2011;
- «28 мільйонів сонць» (хорв. «28 milijuna sunaca») — роман, Mentor, 2013;
- «Аня» (хорв. «Anja») — начерк, Mentor, 2013;
- «Смакота» (хорв. «Zazubice») — есеїстика, Knjiga u centru, 2015;
- «Розігріта, тьмяна кров» (хорв. «Zagrijana, tmasta krv») — проза, Mentor, 2016.

## Нагороди
- 1996. Премія СФЕРА за роман — «Дух нового світу» (хорв. «Duh novog svijeta»);
- 1998. Премія СФЕРА за коротке оповідання — «Червоне та чорне» (хорв. «Crveno i crno»);
- 2002. Премія СФЕРА за ілюстрації;
- 2003. Премія СФЕРА за роман — «Чи є кращі розваги, мої пані?» (хорв. «Ima li bolje zabave, moje dame?»);
- 2008. Премія СФЕРА за поезію — «Букви зі снів» (хорв. «Slova iz snova»).